# Francesco Zugno
Francesco Zugno (Veneza, 1708/1709 - 1787) foi um pintor do Rococó italiano.
Discípulo de Giambattista Tiepolo, Zugno aparece inscrito na Fraglia (confraria de pintores venezianos) de 1740 a 1758, tendo sido acolhido como membro da Academia de Veneza em 1755, com a obra Cristo e a Samaritana na Fonte.
Sua primeira obra conhecida, o Santo Antônio Abade da igreja de S. Lazzaro degli Armeni, data de 1737 e permite reconhecer a influência de Sebastiano Ricci. Mas é irrestrita sua adesão posterior à arte de Tiepolo, com quem colabora, ao lado de Giambettino Cignaroli (1706-1770), na decoração do Palácio Labia (perdida). Dotado de bom nome como "pintor de figuras", Zugno trabalhará também a quatro mãos com pintores de arquitetura, como Francesco Battaglioli e outros pintores de perspectiva.
Como mestre autônomo, executa os afrescos do Teatro Grande, de Bréscia, do Palácio Trento, em Pádua, além de retábulos para diversas igrejas de Veneza, tais como S. Maurizio e S. Maria del Giglio. É também afeito a pinturas de história e mitologia, dos quais se destacam os afrescos para a Villa Soderisi em Nervesa della Battaglia, com cenas da vida de Cleópatra.